# Blanička (Rodná)
Blanička (německy Blanitschka) je malá vesnice, část obce Rodná v okrese Tábor v Jihočeském kraji. Nachází se asi 1,5 kilometru jižně od Rodné. Je zde evidováno 17 adres. V roce 2011 zde trvale žili tři obyvatelé.
Blanička je také název katastrálního území o rozloze 2,54 km².

## Historie
První písemná zmínka o vesnici pochází z roku 1352.

## Obyvatelstvo
| Rok            | 1869 | 1880 | 1890 | 1900 | 1910 | 1921 | 1930 | 1950 | 1961 | 1970 | 1980 | 1991 | 2001 | 2011 | 2021 |
| -------------- | ---- | ---- | ---- | ---- | ---- | ---- | ---- | ---- | ---- | ---- | ---- | ---- | ---- | ---- | ---- |
| Počet obyvatel | 158  | 179  | 183  | 135  | 133  | 110  | 103  | 47   | 41   | 40   | 36   | 20   | 8    | 3    | 8    |
| Počet domů     | 13   | 13   | 17   | 17   | 16   | 16   | 16   | 15   | 9    | 9    | 9    | 15   | 16   | 16   | 13   |

## Obecní správa
Při sčítání lidu v letech 1850–1991 Blanička byla osadou obce Pohnání v okrese Tábor. Od 1. ledna 1992 je částí obce Rodná v okrese Tábor.

## Galerie

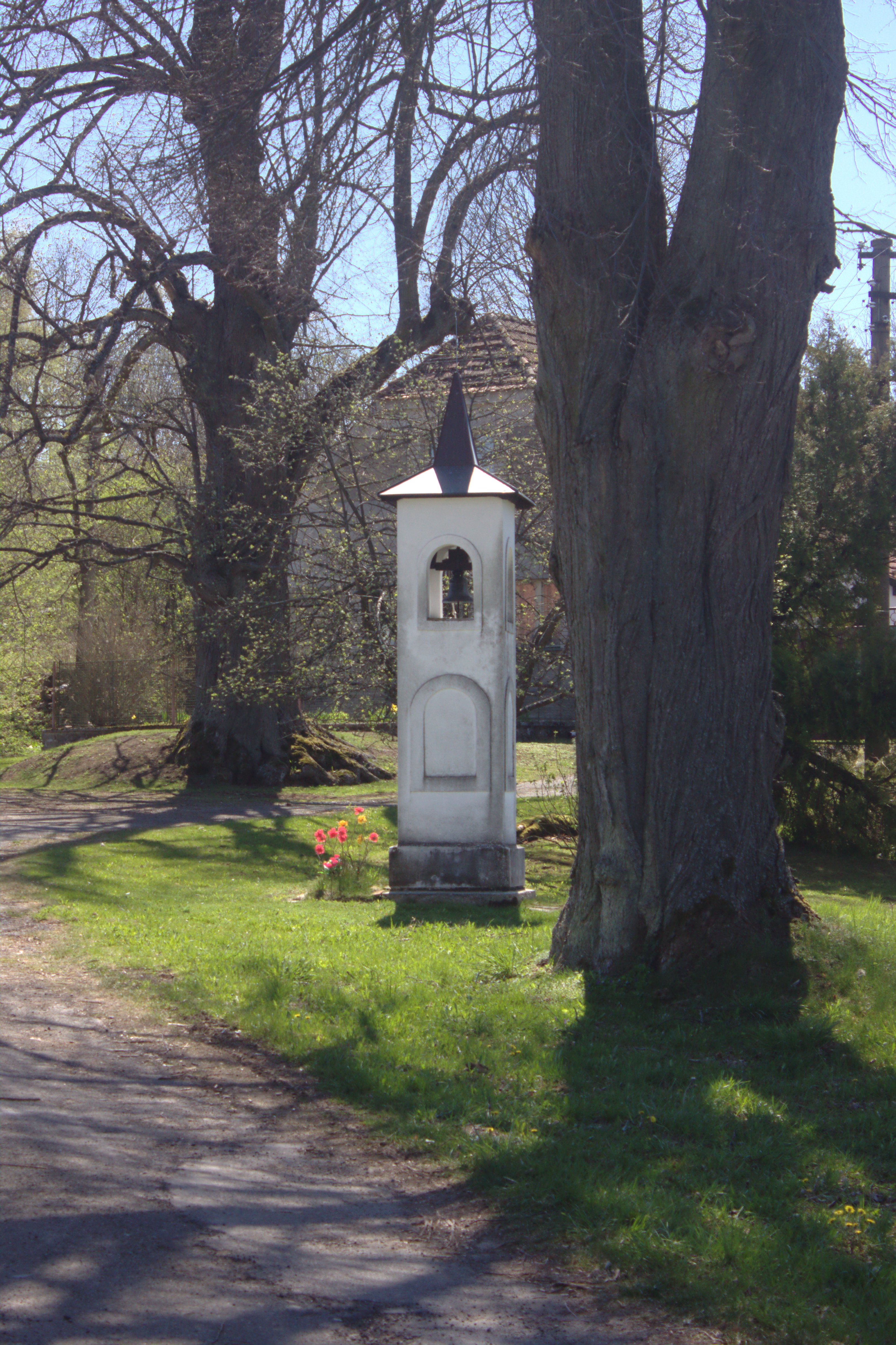
Zvonička
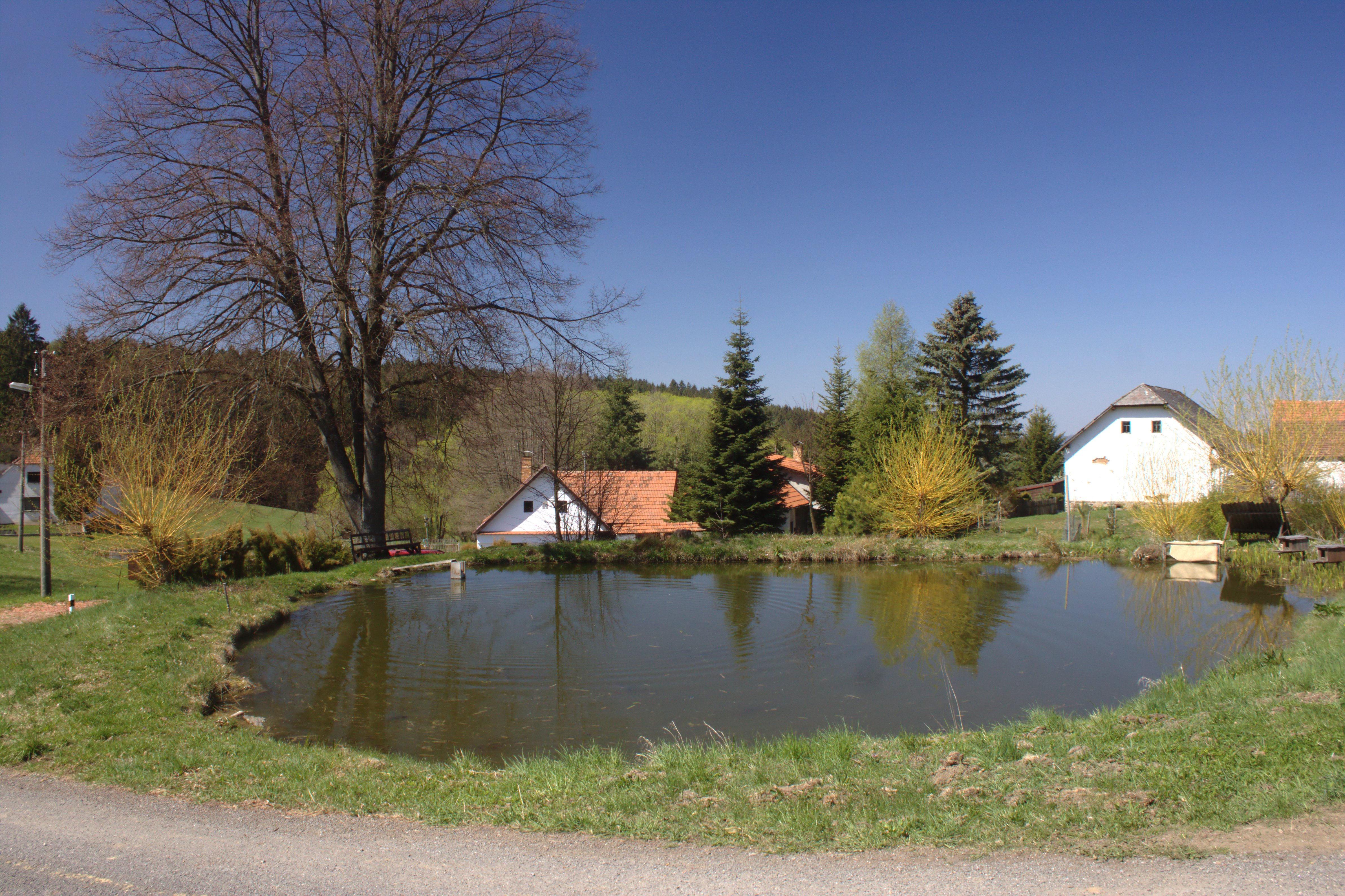
Rybník
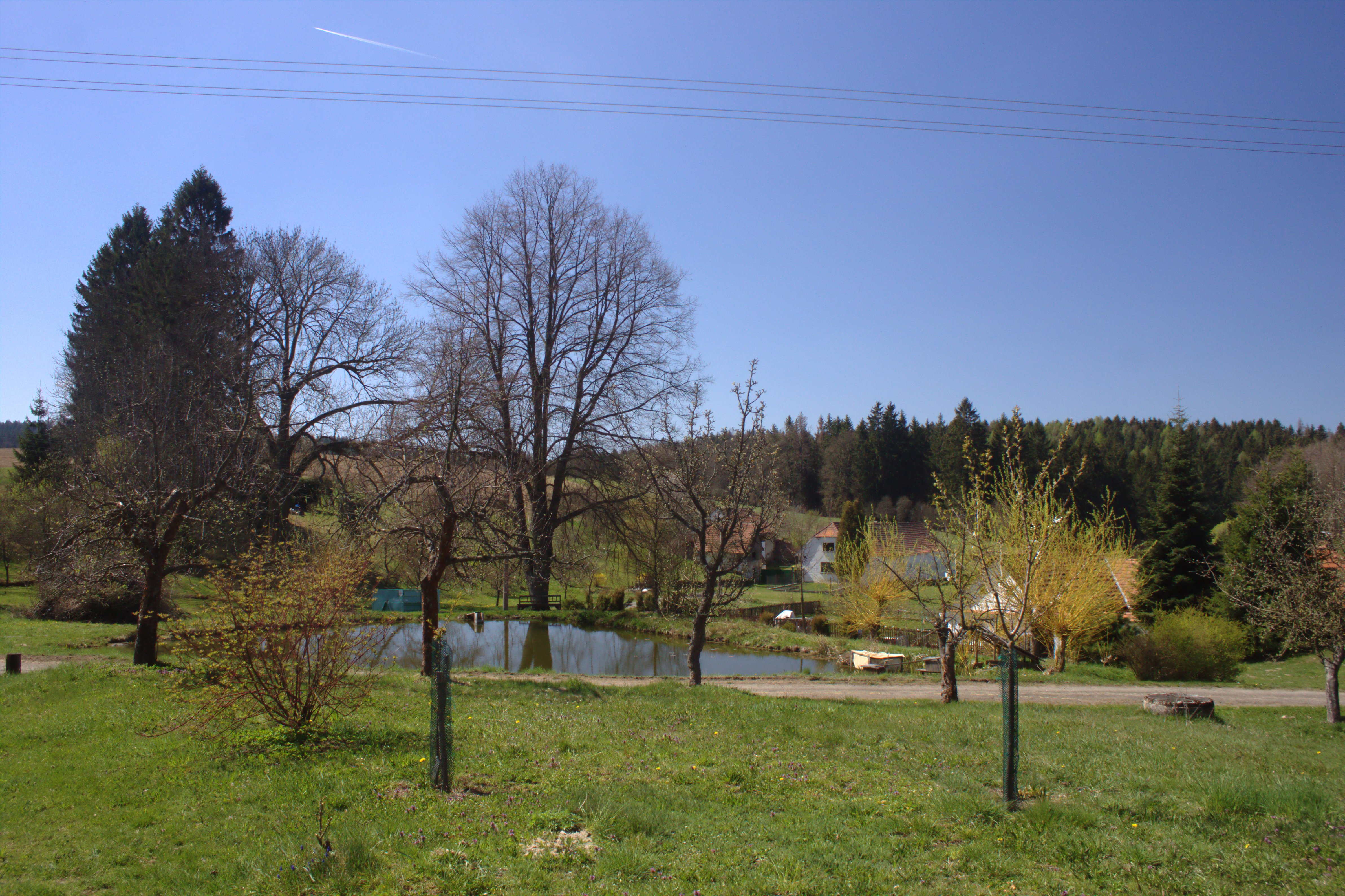
Náves